# Аверкиев, Дмитрий Сергеевич
Дмитрий Сергеевич Аверкиев (24 июня 1889, Нижний Новгород — 8 апреля 1961, Горький) — российский и советский ученый-биолог, геоботаник, специалист по систематике и физиологии растений, профессор Горьковского государственного института (1947).

## Биография
Родился в Нижнем Новгороде в семье потомственных нижегородцев. Его старшие братья стали талантливыми учеными и педагогами, поэтому неудивительно, что и он выбрал путь ученого. Среднее образование Дмитрий Сергеевич получил в Нижегородском Александровском институте, затем поступил в Московский университет на естественное отделение физико-математического факультета. В 1914 году окончил университет с дипломом первой степени по специальности «Физиология растений». После окончания МГУ вернулся в Нижний Новгород и стал преподавать естествознание и физику в учебном заведении, в котором прежде учился сам.
Почти сорок лет жизни Дмитрия Сергеевича, с 1920 по 1958, связаны с Горьковским университетом. Здесь в конце ноября 1922 г. по рекомендации заведующего кафедрой морфологии и систематики растений Московского университета профессора М. И. Голенкина заведующим кабинетом морфологии и систематики растений НГУ был избран выпускник Московского университета Сергей Сергеевич Станков. Штат кабинета состоял из 4 человек: самого профессора С. С. Станкова, ассистента Д. С. Аверкиева, лаборанта и препаратора. С. С. Станков читал лекционные курсы, а Д. С. Аверкиев проводил практические занятия. В короткий срок была организована хорошо оборудованная лаборатория, оснащенная новейшей оптикой. Сложилось удивительно плодотворное сотрудничество этих талантливых людей. В 1923 году была утверждена кафедра морфологии и систематики растений с одноименным кабинетом, которым заведовал Дмитрий Сергеевич. Университету был передан гербарий Земского естественно-исторического музея, где были сосредоточены флористические сборы И. М. Швецова, Н. А. Раевского, А. Н. Покровского. Были продолжены сборы гербария как местной, так и отечественной флоры. Кафедра стала единственным центром в городе, где были сосредоточены флористические документы области.
Кафедра морфологии и систематики растений осуществляла преподавание ботанических дисциплин на 6 отделениях из 9 агрономического факультета (растениеводства, животноводства, экологии, пчеловодства, бактериологии, почвоведения), на медицинском факультете, на отделениях преподавания естествознания и школьно-лекционном педагогического факультета после присоединения педагогического института в 1926 г. Наряду с усовершенствованием учебного процесса проводилась интенсивная научная работа по изучению природных ресурсов родного края.
Еще в 1925 г. Н. А. Покровским и А. И. Порхуновым были обследованы степные (юго-восточные) уезды Нижегородской губернии. В январе 1926 г. на втором Всероссийском съезде ботаников в Москве выступили с докладами нижегородские ученые Д. С. Аверкиев и А. И. Порхунов «Аванпосты степи в пределах Нижегородской губернии» и В. П. Ногтев «Фитосоциология применительно к поемным лугам».
Круг научных интересов Аверкиева необычайно широк. Ему близки и систематика, и геоботаника, и география растений. В 20-е годы была организована Ассоциация по изучению производительных сил Нижегородского края. К работе ассоциации были привлечены выдающиеся ученые разных направлений. Проводились научные экспедиции. Нижегородская геоботаническая экспедиция 1925—1928 годов, которую возглавлял известный ботаник профессор Московского университета Василий Васильевич Алехин, провела глубокое изучение растительного покрова этой территории. В экспедиции участвовало около 30 человек. В изучении растительного покрова вместе с исследованиями С.С. Станкова работам Д.С. Аверкиева принадлежит ведущая роль. Ученым обнаружено много редких и новых для Нижегородского края и средней полосы России видов растений. Было сделано до 16500 описаний и собрано до 30 000 листов гербария. В последующие годы Дмитрий Сергеевич продолжает и углубляет работу в этом направлении. Прекрасное знание флоры отдельных районов позволило ему перейти к обобщенному изучению растительного покрова Горьковской области как составной части растительного покрова нашей страны. В последующих работах дается не только полная характеристика растительного покрова области, но и проводится анализ исторических путей его развития. Сложную картину формирования разнообразных формаций растительности ученый рисует на фоне исторического развития растительного покрова всей Восточной Европы. На основе всестороннего изучения флоры Горьковской области Аверкиев дает её ботанико-географическое деление на 2 района: район темнохвойных лесов и лесостепной район — и 14 подрайонов, которые характеризуются своеобразными отличительными чертами в растительном покрове, составе флоры и почвах. Предложенное Дмитрием Сергеевичем ботанико-географическое видение Горьковской области является руководящим пособием для биологов и специалистов хозяйственников региона.
Д.С. Аверкиев сначала занимал должность преподавателя, затем ассистента, а с 1934 года доцента кафедры морфологии и систематики растений. Как и Сергей Сергеевич, он был одним из основателей биологического факультета и ботанического сада, над которым в течение двенадцати лет осуществлял научное руководство. В 1935 г. под редакцией В. В. Алехина при соавторстве С. С. Станкова и Д. С. Аверкиева вышли геоботанические карты: «Карта восстановленного растительного покрова — геоботаническая теоретическая карта» и «Карта современного растительного покрова — геоботаническая практическая карта». Василий Васильевич отмечал «… наши карты являются первой попыткой в СССР составления 10-ти верстных карт на больших пространствах с раздельным представлением современной и доагрикультурной растительности».
В 1938 году Дмитрий Сергеевич выпускает в свет «Определитель растений Горьковской области», переработанный в 1985 году его сыном Владимиром Дмитриевичем Аверкиевым и пишет фундаментальную работу «История развития растительного покрова Горьковской области и ее ботанико-географическое деление», которая будет издана только в 1954. Ботанические отчеты и геоботанические карты (современная и восстановленная) представляли ценный материал для планирования народного хозяйства области. В 1947 году Аверкиев защитил докторскую диссертацию по теме «Ботанико-географический анализ флоры Горьковской области» и вскоре был утвержден в ученом звании профессора. В 1947—1949 годах работал деканом биологического факультета. В 1953 г. две кафедры (кафедра морфологии и систематики растений и кафедра геоботаники и географии растений были объединены в кафедру систематики растений и геоботаники, которую возглавил и заведовал до выхода на пенсию (в 1958 г.) профессор Д. С. Аверкиев.
Разрабатывая теоретические вопросы, Д.С. Аверкиев указывал на значение растительного покрова и отдельных растений в экономике края, внося, таким образом, непосредственный вклад в практику народного хозяйства. Его интересовали вопросы озеленения города, и он оказывал помощь специалистам по озеленению своими консультациями. В годы Великой Отечественной войны проводились исследования по выявлению дикорастущих лекарственных растений.
Научные работы Д.С. Аверкиева вошли в «золотой» фонд ботанической литературы.
Ученый был активным популяризатором науки. Он часто выступал с научно-популярными лекциями в клубах, на предприятиях и среди учителей города и области. Много сил отдал Дмитрий Сергеевич педагогической работе, читал курсы по анатомии растений, систематике высших растений, ботанической географии СССР, геоботанике; проводил большой практикум по высшим растениям. Его лекции отличались исключительно глубоким содержанием, стройностью изложения и пробуждали любовь к природе.
За свою многолетнюю деятельность педагога и ученого Д.С. Аверкиев воспитал несколько поколений специалистов-биологов. Среди его учеников — агрономы, учителя, научные работники. Многие из них защитили под его руководством кандидатские диссертации, некоторые стали докторами наук.
Скончался 8 апреля 1961 года. Похоронен на кладбище «Марьина Роща».

## Научные работы
- докторская диссертация «Ботанико-географический анализ флоры Горьковской области» (1947)
- «Литература по флоре Нижегородской губернии» (1927)
- «Литература по флоре и растительности Горьковской области» (1954)
- «Определитель растений Горьковской области» (1938)
- монографическая работа «Флора Горьковской области» (конец 50-х; не изданная)
- «Определитель растений Горьковской области» (1985; издание 2-е, исправленное и дополненное)